# Goes (chi bọ cánh cứng)
Goes là một chi bọ cánh cứng sừng dài thuộc họ Cerambycidae.